# Markijan Aleksandrijski
Papa Markijan je bio osmi papa koptske pravoslavne crkve Aleksandrije i patrijarh Svete Stolice sv. Marka. Uzdignut je na apostolski Tron u mjesecu Hathor godine 141. tijekom vladavine rimskog cara Antonina Pia.
Markijan je rođen u Aleksandriji, Egipat.
Za vrijeme svoga pontifikata obnašao je i dužnost dekana katehetske škole 
Aleksandrije, također poznate i kao Teološka škola u Aleksandriji.

## Pregled
Kada je papa Eumenije preminuo, crkveni oci su se okupili s narodom Aleksandrije i raspravljali o tome koga bi trebalo izabrati da ga naslijedi na Tronu sv. Marka. Konsenzusom su odabrali Markijana radi njegovih vrlina - čistog i oštrog intelekta i pravednosti. 
Vremenom je dokazao da je bio dostojan da bude izabran za patrijarha zbog svojih vrlina i izuzetno pohvalnog karaktera. Ispunio je očekivanja svih onih koji su ga izabrali, jer je nakon svoga ustoličenja slijedio stope vrijednih prethodnika, radeći na isti način kako bi opetovano poučavao ljude i prosvjetio im moral, a sve usprkos progonima koji su tada bili žestoki. 

## Smrt i štovanje
Markijan je stolovao na prijestolju pape Aleksandrije i bio u stalnoj borbi devet godina, dva mjeseca i dvadeset i šest dana, obnašajući svoju svetu dužnost prema Bogu i narodu, a odlazi 14. siječanja, (6. Toba prema koptskom kalendaru) godine 152.
Pokopan je u crkvi sv. Marka u Baukalisu, Aleksandrija s očevima koji su mu prethodili.
Štuje se u koptskoj pravoslavnoj Crkvi 14. siječnja (6. Toba prema koptskom kalendaru).

## Vanjske poveznice
- Khaled Gamelyan - The Coptic Encyclopedia, opensource
- Meinardus, Otto F.A. 2002. Two Thousand Years of Coptic Christianity. American University in Cairo Press. ISBN 978-977-424-757-6
- Holweck, F. G., A Biographical Dictionary of the Saints. St. Louis, MO: B. Herder Book Co. 1924.

| Koptski pape Aleksandrije       | Koptski pape Aleksandrije       | Koptski pape Aleksandrije          |
| ------------------------------- | ------------------------------- | ---------------------------------- |
| prethodnik Eumen Aleksandrijski | Aleksandrijski pape 141. - 152. | nasljednik Keladion Aleksandrijski |